# Tancredi Parmeggiani
 (décembre 2016).
Tancredi Parmeggiani, né le 25 septembre 1927 à Feltre, dans la province de Belluno, en Vénétie et mort le 27 septembre 1964  à Rome, est un peintre italien, connu également sous le nom d'artiste Tancredi.

## Biographie
Après avoir passé son enfance à Belluno, où il a fréquenté l'école secondaire au collège des Salésiens, il interrompt en 1943 ses études classiques et s'inscrit à l'École d'art de Venise, où il termine deux ans plus tard.
En 1946, il s'inscrit à l'Accademia di Belle Arti de Venise afin de suivre les cours de l'École Libre du nu, donnés par Armando Pizzinato. À cette époque, il se lie d'amitié avec Emilio Vedova.
À la fin de 1947, le peintre se rend à Paris, où il rencontre les avant-gardes européennes de la première moitié du siècle.
Entre 1948 et 1949, il vit et travaille à Feltre et Venise, et en mai 1949, il organise sa première exposition solo à la Galerie Sandri avec la présentation de Virgilio Guidi.
En 1950, il s'installe à Rome, où il se lie au groupe de l'Âge d'or, qui organise des expositions et des éditions de l'avant-garde internationale. L'année suivante, il participe à la 1ère Mostra dell'Arte Astratta Italiana à la Galerie nationale d'art moderne et contemporain de Rome. Peu de temps après, il revient à Venise, où il rencontre Peggy Guggenheim, qui lui propose un studio et acquiert des œuvres. En 1952, à Venise, est décerné le Prix Graziano pour la peinture; la même année, avec d'autres artistes, il signé le manifeste du spatialisme, un mouvement fondé à Milan autour de 1947 par Lucio Fontana.
Il expose en 1952 à la Galleria del Cavallino à Venise ; en 1953 à la Galleria del Naviglio à Milan, avec la présentation de Peggy Guggenheim et Virgilio Guidi ; il est également invité à l'exposition Italia-Francia à Turin, où il expose aux côtés de Hans Hartung. En 1954 Tancredi participe à Tendances actuelles avec Pollock, Wols, Mathieu à la Kunsthalle de Berne.
L'année 1955 commence avec la séparation définitive avec Peggy Guggenheim et se termine par le départ pour Paris, où il participe à une exposition collective à la Galerie Stadler. À Paris, il rencontre Dubuffet, Asger Jorn et Karel Appel.
Durant les années suivantes, il expose à la Saidenberg Galerie à New York, à la Hanover Gallery de Londres, la Galleria Selecta  de Rome, et au Carnegie  Institute de Pittsburgh. En 1958 , il épouse la peintre norvégienne Tove Dietrichson.
Entre 1958 et la fin de 1959, il partage un studio dans le Palazzo Carminati, siège de la Fondazione Bevilaqua la Masa, avec son ami l'artiste Davide Orler. 
Cette période est documentée par plusieurs toiles peintes au recto de l'un et au verso de l'autre (cf. Catalogue général Dalai Emiliani). 164).
En 1959 , il expose à la Galleria dell''ariete et il revient à Paris, où, en décembre, naît sa fille Elizabeth. Au printemps de 1960 , il retourne à Milan, où il collabore avec la Galleria dell''ariete. Durant cette année, il voyage en Norvège et expose à l'exposition Anti-Procès à la Galerie du Canal de Venise.
En 1962, après un voyage en Suède, il expose à la galerie veneziana del Canale et à la galerie Levi dans Milan;
il reçoit également le Prix Marzotto à Valdagno. À la fin de l'année, il souffre de dépression nerveuse et est hospitalisé à la Villa Tigli di Monza avec un diagnostic de schizophrénie paranoïde.
Séjournant brièvement à Rome en 1963 et, peu de temps après la naissance de leur fils, Alexandre, il retourne à Venise où il est à nouveau hospitalisé. Il expose en 1964 à la Biennale de Venise et, après un court voyage en Suède avec sa femme, il revient à Rome, à l'invitation de son frère. Plus tard, il occupe un logement dans un petit hôtel dans le Campo de' Fiori. À l'aube du 27 septembre 1964, à l'âge de 37 ans, Tancredi Parmeggiani se jette dans le Tibre. Son cadavre est repêché le 1er octobre.

## Expositions
En 2005 a eu lieu dans les salles du Palais de la comtesse de Mel une exposition sur le maître de Feltre.
Du 8 avril au 28 août 2011, Feltre, sa ville natale, a organisé une grande rétrospective organisée par Enzo Rossi conservateur et Luca Massimo Barbero, directeur du Musée d'art contemporain de Rome.
À la Collection Peggy Guggenheim l'exposition : My Weapon against the Atom Bomb is a Blade of Grass↵Tancredi. A Retrospective  se déroule du 12 novembre au 13 mars 2017.

## En collection publique
- La galerie d'Art moderne et contemporain de Bergame
- Frances Lehman Loeb Art Center, Vassar College De Poughkeepsie, New York
- La Collection Peggy Guggenheim